# William Dzus
William Dzus (wł. Wołodymyr Dżus (ukr. Володимир Джус), ur. 5 stycznia 1895 w Czernichowcach, zm. 19 czerwca 1964 w Nowym Jorku) – amerykański wynalazca pochodzenia ukraińskiego. 
Urodził się w 1895 roku w Czernichowcach, znajdujących się wówczas w Królestwie Galicji i Lodomerii, a obecnie na terenie Ukrainy. Był synem zamożnego rolnika. Jak osiemnastolatek wyemigrował do Stanów Zjednoczonych.
W Ameryce podjął pracę w zakładach przemysłu obronnego w Newark, a także uczęszczał do szkoły wieczorowej (była to jedyna formalna edukacja jaką uzyskał). Zajmował się ulepszaniem i opracowywaniem nowych narzędzi, w 1922 roku uzyskał pierwszą ochronę patentową dla opracowanej przez siebie przystawki do tokarki.   
Opracowane przez Dzusa połączenie mechaniczne, które opatentował w 1934 roku, uzyskało dużą popularność i szerokie zastosowanie w przemyśle lutniczym i motoryzacyjnym. W 1934 roku założył on przedsiębiorstwo Dzus Fastener Company, w 1938 jego filię w Anglii Dzus Fastener Europe Ltd, a pod koniec II wojny światowej kolejną we Francji   Societe Dzus France.  
W 1948 roku Dzus założył Instytut Ukraiński (Ukrainian Institute of America), organizację charytatywną i kulturalną, której został pierwszym prezesem.